# Suzetrigina
La suzetrigina, vendida bajo el nombre comercial Journavx, es un analgésico no opioide. Se utiliza específicamente para el alivio del dolor moderado a severo de corta duración, con la intención de evitar los problemas de adicción que generan los opioides. Se toma por vía oral.

## Usos médicos
La suzetrigina está indicada para el manejo del dolor agudo moderado a intenso en adultos. El uso de suzetrigina en estudios clínicos realizados hasta 2024 mostró una reducción del dolor típicamente de siete a cuatro en la escala numérica estándar utilizada para calificar el dolor. De acuerdo con el estudio, la suzetrigina proporcionó alivio del dolor equivalente a una combinación de hidrocodona y paracetamol (acetaminofén). 
La suzetrigina suprime el dolor al mismo nivel que un opioide, pero sin los riesgos de adicción, sedación o sobredosis. Por ello, se emplea como alternativa a los opioides y es el primer analgésico aprobado por la Administración de Alimentos y Medicamentos americana (FDA) en 25 años.
La eficacia de la suzetrigina se evaluó en dos ensayos aleatorizados, doble ciego, controlados con placebo y con el fármaco activo relacionado con el dolor quirúrgico agudo, uno después de una abdominoplastia y el otro después de una bunionectomía. Ambos ensayos encontraron que la suzetrigina redujo el dolor de manera más efectiva que un placebo.
Aunque su aprobación inicial está indicado para el dolor súbito, existe la esperanza posibilidad de que también pueda ser útil para el manejo del dolor crónico.

## Mecanismo de Acción
La suzetrigina actúa alterando la vía de señalización del dolor que involucra los canales de sodio en el sistema nervioso periférico, evitando el potencial adictivo de opioides que afectan al sistema nervioso central. A diferencia de los medicamentos opioides, que reducen las señales de dolor en el cerebro, la suzetrigina actúa cerrando los canales de sodio en los nervios periféricos, impidiendo que los nervios que envían señales de dolor transmitan sensaciones dolorosas al cerebro.
El efecto de la suzetrigina se basa en una inhibición alostérica selectiva del canal de sodio dependiente de voltaje Nav1.8, presentes en algunas fibras nerviosas implicadas en transmisión de señales dolorosas, pero sin que se uniera a otros canales de sodio dependientes de voltaje. Se unió a un sitio único en estos canales de sodio con un nuevo mecanismo alostérico. La inhibición del canal Nav1.8 se basa en la estabilización de la conformación cerrada del canal después de la unión de suzetrigina. Nav1.8 no se expresa en el cerebro ni en la médula espinal de humanos.

## Efectos adversos
Los efectos adversos comunes de la suzetrigina pueden incluir picazón, sarpullido, espasmos musculares y aumento de los niveles de creatina quinasa. Los efectos secundarios leves pueden incluir náuseas, estreñimiento, dolor de cabeza y mareos. Para 2024, la seguridad a largo plazo y los efectos secundarios en adultos y niños siguen sin determinarse.
En investigaciones preliminares, la suzetrigina no ha mostrado efectos neurológicos, conductuales o cardiovasculares graves. La clase más importante de analgésicos potentes, los opioides, tienen un alto potencial de dependencia y abuso debido a su efecto sobre los receptores opioides en el sistema nervioso central. La suzetrigina no afecta a estos receptores: a partir de enero de 2025, no hay evidencia de dependencia o potencial de abuso en humanos.
Los efectos secundarios comunes incluyen picazón, espasmos musculares, aumento de la creatina quinasa en sangre y sarpullido.  No debe utilizarse en personas con problemas hepáticos importantes. No debe utilizarse con pomelo o inhibidores potentes del CYP3A. También puede afectar el funcionamiento de ciertos tipos de anticonceptivos hormonales. El consumo de pomelo mientras se usa suzetrigina puede provocar una interacción adversa entre el pomelo y el fármaco.

## Sociedad y cultura
Vertex Pharmaceuticals anunció en enero de 2024 que la suzetrigina, identificado como VX-548 en sus estudios de investigación, había cumplido con éxito varios criterios de valoración en sus ensayos clínicos de fase III.  La compañía anunció en julio de 2024 que la Administración de Alimentos y Medicamentos de Estados Unidos (FDA) había aceptado una nueva solicitud de medicamento para suzetrigina. La FDA concedió la solicitud de suzetrigina para las designaciones de revisión prioritaria, vía rápida y terapia innovadora.   La FDA otorgó la aprobación de Journavx a Vertex Pharmaceuticals. La suzetrigina fue aprobada para uso médico en los Estados Unidos en 2025.  El costo mayorista propuesto a partir de 2025 es de 15,50 USD por dosis que se toma dos veces al día.  Fue desarrollado por Vertex Pharmaceuticals.
Está aprobado (50 mg) en los Estados Unidos para el tratamiento oral del dolor moderado a intenso en adultos. Se desconoce la seguridad y eficacia en niños. Para el tratamiento del dolor, suzetrigina recibió las designaciones de Terapia Innovadora, Vía Rápida y Revisión Prioritaria de la FDA para el procesamiento acelerado de la solicitud de aprobación.